# Amy Irving
Amy Davis Irving (ur. 10 września 1953 w Palo Alto) – amerykańska aktorka telewizyjna, teatralna i filmowa, występowała w filmie Briana De Palmy Carrie, nominowana do Oscara.

## Życiorys

### Wczesne lata
Urodziła się w Palo Alto w Kalifornii jako córka aktorki Priscilli Marie Pointer i reżysera filmowego Jules’a Irvinga (właśc. Jules’a Israela; 1925-1979). Jej matka była pochodzenia walijsko-czirokeskiego i miała pradziadka pochodzenia żydowskiego (aszkenazyjskiego i sefardyjskiego), a jej ojciec był Żydem; jego rodzina wyemigrowała z Rosji. Miała brata Davida i siostrę Katie. Wychowywała się w wierze Stowarzyszenia Chrześcijańskiej Nauki. Uczęszczała do Professional Children’s School na Manhattanie i High School of Music and Art New York. Studiowała w American Conservatory Theatre w San Francisco i London Academy of Music and Dramatic Art.

### Kariera
Miała zaledwie 9 miesięcy, gdy wzięła udział w spektaklu Rumplestiltskin z jej ojcem. W wieku dwóch lat była tytułową Księżniczką Primrose w sztuce wyreżyserowanej przez jej ojca. W latach 1965–1966 jako 12-latka grała na Broadwayu w sztuce Williama Wycherleya Żona wiejska jako sprzedająca chomika Stacyemu Keach w scenie z tłumem. Mając 17 lat zadebiutowała na Off-Broadwayu w przedstawieniu And Chocolate on Her Chin.
W połowie lat 70. gościła w serialach ABC Rekruci (The Rookies) i Happy Days oraz NBC Sierżant Anderson. W biograficznym dramacie telewizyjnym James Dean (James Dean: Portrait of a Friend, 1976) z Michaelem Brandonem, Brooke Adams, Meg Foster i Stephenem McHattie w roli Jamesa Deana pojawiła się jako Norma Jean. Wystąpiła ponadto w telewizyjnej ekranizacji powieści Jamesa Michenera Dynasta (Dynasty, 1976) z Harrisonem Fordem jako Amanda Blackwood i miniserialu Once an Eagle (1976–1977) jako Emily Pawlfrey Massengale z Samem Elliottem, Glennem Fordem i Melanie Griffith.
Zagrała Julię Capulet w widowisku Romeo i Julia w Los Angeles Free Shakespeare Theatre (1975) i potem w Seattle Repertory Theatre (1982–1983). Kandydowała do roli księżniczki Lei w Gwiezdnych wojnach, ale ostatecznie postać tę zagrała Carrie Fisher. Następnie zagrała w reżyserowanych przez Briana De Palmę filmach – Furia (The Fury, 1978) jako Gillian Bellaver z Kirkiem Douglasem i Carrie (1976) jako Sue Snell. Po występie w melodramacie Konkurs (1980) z Richardem Dreyfussem, zagrała rolę Lily Ramsey w melodramacie Jerry’ego Schatzberga Honeysuckle Rose (1980), za którą otrzymała Złotą Malinę jako najgorsza aktorka drugoplanowa. Na planie tego filmu romansowała z Willie Nelsonem. W latach 1981–1982 na Broadwayu zastąpiła Jane Seymour w roli Constanze Weber w Amadeuszu. Za rolę Hadass Vishkower w melodramacie Barbry Streisand Yentl (1983) zdobyła nominację do Oscara dla najlepszej aktorki drugoplanowej. Kreacja Anastazji „Anny” Anderson w biograficznym filmie telewizyjnym NBC Anastazja: Tajemnica Anny (Anastasia: The Mystery of Anna, 1986) przyniosła jej nominację do Złotego Globu za najlepszy występ aktorki w miniserialu lub filmie telewizyjnym. W 1988 została uhonorowana teatralną nagrodą Obie za rolę Elsy Barlow w przedstawieniu The Road to Mecca. Za postać Isabelle Grossman w komedii romantycznej Zmień kapelusz (Crossing Delancey, 1988) była nominowana do Złotego Globu dla najlepszej aktorki w filmie komediowym lub musicalu. Po latach powtórzyła swoją rolę Sue Snell w filmie Furia: Carrie 2 (1999).

## Życie prywatne
27 listopada 1985 wyszła za mąż za reżysera Stevena Spielberga, z którym ma syna Maxa Samuela (ur. 13 czerwca 1985). Jednak 2 lutego 1989 doszło do rozwodu. 27 września 1996 poślubiła Bruno Barreto. Mają syna Gabriela Davisa (ur. 4 maja 1990). 29 stycznia 2005 rozwiodła się. 1 listopada 2007 wyszła za mąż za Kennetha Bowsera.

## Filmografia

### Filmy
- 1976: Carrie jako Sue Snell
- 1980: Konkurs jako Heidi Joan Schoonover
- 1980: Honeysuckle Rose jako Lily Ramsey
- 1983: Yentl jako Hadass Vishkower
- 1988: Kto wrobił królika Rogera? – śpiewający głos Jessiki Rabbit
- 1991: Amerykańska opowieść. Fievel jedzie na Zachód jako Panna Kitty (głos)
- 1996: Dziwak z Central Parku jako Clara Gelber
- 1997: Przejrzeć Harry’ego jako Jane
- 1999: Furia: Carrie 2 jako Sue Snell
- 2000: Traffic jako Barbara Wakefield
- 2002: Źródło młodości jako pani Foster, matka Winnie
- 2005: Siła strachu jako Alison Callaway
- 2009: Adam jako Rebecca Buchwald
- 2018: Niepoczytalna jako Angela Valentini

### Seriale TV
- 1975: Happy Days jako Olivia
- 1975: Sierżant Anderson jako June Hummel
- 1984: Dalekie pawilony jako Anjuli
- 1999: Spin City jako Lindsay Shaw
- 2001: Prawo i porządek: sekcja specjalna jako Rebecca Ramsey
- 2002–2005: Agentka o stu twarzach jako Emily Sloane
- 2010: Dr House jako Alice Tanner
- 2013: Zero Hour jako Melanie Lynch
- 2015: Żona idealna jako Phyllis Barsetto
- 2018: The Affair jako Nan